# Jean Gorin
Albert Jean Gorin (Blain, 2 december 1899 – Niort, 1981) was een Franse schilder en beeldhouwer.

## Leven en werk
Gorin startte in 1912 een beroepsopleiding in Nantes, waarna hij zich inschreef aan de gerenommeerde Académie de la Grande Chaumière in Parijs. Hij werd in 1916 in Nantes gemobiliseerd en na een opleiding van enkele maanden tot 1918 ingezet aan het oorlogsfront.
Na de oorlog studeerde Gorin van 1919 tot 1922 aan de École régionale des beaux-arts de Nantes, waarna hij zich als schilder vestigde in Nort-sur-Erdre bij Nantes. Zijn schilderstijl werd beïnvloed door het werk van Henri Matisse, Vincent van Gogh en Paul Cézanne. Tijdens een bezoek aan Parijs in 1922 maakte hij kennis met het werk van de kubisten, in het bijzonder van Albert Gleizes, wiens boek Du Cubisme (1921) grote indruk op hem maakte. Na eerst als kubistische schilder werkzaam te zijn geweest, vervaardigde hij in 1925 zijn eerste abstracte schilderij.

## Mondriaan
In 1926 zag hij voor het eerst het œuvre van Piet Mondriaan en Michel Seuphor (de mede-oprichter van de groep Cercle et Carré in 1929). Met Mondriaan zelf maakte hij een jaar later kennis in diens atelier aan de Rue de Départ in Parijs, hetgeen uitmondde in een vriendschap. Als eerste Fransman volgde hij Mondriaan in het neoplasticisme en werkte diens ideeën in 1930 verder uit door het schilderij te transformeren tot een driedimensionaal kunstwerk, het reliëf. Maar ook legde hij zich in zijn atelier in Nort-sur-Erdre toe op de vervaardiging van andere ruimtelijke constructies en architectuur. Het platte vlak maakte plaats voor de ruimte, waardoor de schilderkunst werd vervangen door de bouwkunst. Gorin bleef de principes van het neoplasticisme zijn levenlang trouw.

## Constructivisme
In 1932 reisde Gorin, op uitnodiging, naar de Sovjet-Unie en ontdekte er het werk van Kazimir Malevitsj en andere Russische constructivisten. Op de terugreis deed hij Berlijn aan waar hij de geometrisch-abstracte kunstenaars Naum Gabo en César Domela ontmoette. Terug in Frankrijk werd hij in 1934 lid van de in 1931 opgerichte internationale kunstenaarsbeweging  Abstraction-Création. Hij verkocht zijn huis en atelier in Nort-sur-Erdre, vernietigde een groot deel van zijn vroege werk en vestigde zich in 1937 in Le Vésinet.
In 1939 werd Gorin wederom gemobiliseerd. Hij raakte tot 1942 in krijgsgevangenschap. Na zijn vrijlating bleef hij in Grasse, waar hij zich in 1947 vestigde. Om gezondheidsredenen verhuisde hij in 1950 naar Nice, waar hij neoplasticistische  architectuurontwerpen maakte. In 1956 verhuisde hij naar Perreux, om zich in 1962 definitief te vestigen in Meudon. 
In de vijftiger jaren maakte Gorin in Parijs kennis met de zesentwintig jaar jongere Nederlander Joost Baljeu, met wie hij bevriend raakte. Deze vriendschap bracht hem enkele keren in Amsterdam: in 1962 voor de expositie Experiment in Constructie en in 1967 voor een retrospectieve tentoonstelling van zijn werk in het Stedelijk Museum.
Naast het appartement in Meudon had het echtpaar Gorin nog een tweede huis in Sainte-Pezenne, een wijk van de stad Niort in het departement Deux-Sèvres. Dit huis werd door Gorin zelf ontworpen, gebouwd en ingericht naar de inzichten van het neoplasticisme. Hier overleed Gorin in 1981.
Het Musée d'Arts de Nantes bezit een groot deel van het œuvre van deze Franse vertegenwoordiger van het neoplasticisme.

## Tentoonstellingen (selectie)
- 1930: Expositie van de groep Cercle et Carré met o.a. Michel Seuphor en Joaquín Torres García
- 1931: Expositie van zijn eerste reliëf in Parijs
- 1938: Expositie Abstracte Kunst in het Stedelijk Museum (Amsterdam)
- 1945: Expositie Art Concret, Galerie René Drouin in Parijs
- 1946: Salon des Réalités Nouvelles
- 1948: Expositie Abstract-constructivisme in New York
- 1957: 50 jaar abstracte schilderkunst in Galerie Colette Allendy, Parijs
- 1958: De eerste generatie abstracte kunst in Saint-Étienne
- 1960: Musée de l'Art Wallon in Luik
- 1965: Retrospectieve tentoonstelling (1921-1965), Musée des Beaux-Arts in Nantes
- 1966: Expositie Kazimir Gallery in Chicago
- 1967: Retrospectieve tentoonstelling in het Stedelijk Museum Amsterdam
- 1969: Retrospective tentoonstelling in het Centre national d'art contemporain in Parijs
- 1974: Expositie Galerie Denise René, Parijs
- 1977: Retrospectieve tentoonstelling Musée des Beaux-Arts de Nantes
- 1977: Expositie Centre Georges Pompidou, Parijs
- 1999: Hommage du mouvement Madi à Gorin, Château de la Groulais in Blain
- 1999: Exposition Jean Gorin in Grenoble
- 2003: Expositie in het Mondriaanhuis in Amersfoort
- 2008: Expositie Relief & Construction, Borzo Modern & Contemporary Art, Amsterdam